# Crucea (okręg Konstanca)
Crucea – wieś w Rumunii, w okręgu Konstanca, w gminie Crucea. W 2011 roku liczyła 1056 mieszkańców.